# Castanhiers
Castanhiers (en francès Castagniers) és un municipi francès situat al departament dels Alps Marítims i a la regió de Provença – Alps – Costa Blava.

## Demografia
| 1962                                       | 1968 | 1975 | 1982  | 1990  | 1999  | 2006  |
| ------------------------------------------ | ---- | ---- | ----- | ----- | ----- | ----- |
| 692                                        | 820  | 958  | 1.076 | 1.234 | 1.362 | 1.478 |
| Des de 1962: població sense dobles comptes |      |      |       |       |       |       |

## Administració
| Període   | Identitat              | Partit |
| --------- | ---------------------- | ------ |
| 1970-1971 | Jean Curan             |        |
| 1971-1975 | Albert Bonhomme        |        |
| 1975-1977 | Henri Michaud          |        |
| 1977-     | Jean-François Spinelli |        |

## Agermanaments
- Rocchetta Palafea